# Destino Terror
Destino Terror (Destination Fear en inglés) fue un docurreality de fenómenos paranormales emitido desde el 26 de octubre de 2019 hasta el 13 de enero de 2023 a través de Travel Channel.

## Sumario
El equipo está compuesto y liderado por Dakota Laden, su hermana mayor Chelsea, Tanner Wiseman y Alex Schroeder, amigos de ambos. Juntos recorren los Estados Unidos en un viaje en caravana visitando los lugares más encantados y con mayor actividad paranormal del país, en los cuales pasarán la noche en un intento por ver cuales son los límites del miedo humano.

## Temporadas
| Temporada | Temporada | Episodios | Emisión                 | Emisión                 | Emisión |
| Temporada | Temporada | Episodios | Comienzo                | Final                   |         |
| --------- | --------- | --------- | ----------------------- | ----------------------- | ------- |
|           | 1         | 10        | 26 de octubre de 2019   | 28 de diciembre de 2019 |         |
|           | 2         | 14        | 29 de abril de 2020     | 15 de diciembre de 2020 |         |
|           | 3         | 16        | 24 de julio de 2021     | 25 de diciembre de 2021 |         |
|           | 4         | 8         | 25 de noviembre de 2022 | 13 de enero de 2023     |         |